# Carl P. York
Carl P. York, född som Carl Percy Björk 28 april 1887 i Lövestad i Malmöhus län, död 19 februari 1960 i Stockholm, var en svensk filmproducent. Han var bror till filmproducenten Lars Björck.
York studerade vid ett elementarläroverk i Boston, Massachusetts, USA, 1904–1908 och fortsatte vid en handelsskola i Boston 1908–1912. Han började arbeta med film på heltid 1915. Han var VD i Skandinavien och Finland för Paramount och ordförande i Sveriges Filmuthyrareförening och Filmägarnas Kontrollförening samt styrelseledamot i Sven-Amerikanska Sällskapet. Han blev senare chef för Motion Picture Export Association of America (MPEA), styrelseledamot i Stiftelsen Filmhistoriska Samlingarna samt medlem av Svenska Filmsamfundet och Svenska Filmklubben. 
Fram till åtminstone 1929 var han majoritetsägare i Filmindustri AB Triumvir som startats av hans bror Lars Björck. Detta bolag hade starka kopplingar till Svenska Paramount. Som VD för detta bolag var han ansvarig för de svenska inspelningarna av filmer i Frankrike, de så kallade Joinvillefilmerna, där svenska språkversioner av filmer producerade av moderbolaget Paramount spelades in i en studio utanför Paris under ett par hektiska år. York uppträdde ofta utåt i pressen som talesman för den svenska verksamheten.

## Filmografi, roller
- 1912 – Två svenska emigranters äfventyr i Amerika

## Produktionsledare
- 1935 - Ungdom av idag